# Polmonite interstiziale acuta
Per polmonite interstiziale acuta (AIP) chiamata anche ARDS idiopatico, si intende una rara forma di polmonite a carattere interstiziale, scoperta inizialmente da Hamman e Rich nel 1935 che avevano pensato di trovarsi di fronte ad una sindrome.

## Epidemiologia
Colpisce le persone di entrambi i sessi, come età anagrafica l'incidenza è maggiore dal terzo al quinto decennio.

## Eziologia
Le cause non sono chiare anche se la sua forma è di tipo acuto.

## Patogenesi
La malattia si evolve in tre fasi:
- Prima fase, essudativa (fino al 7º giorno), vi è comparsa di edema, l'epitelio viene interessato dalla necrosi
- Seconda fase, proliferativa (fino al 30º giorno),
- Terza fase, fibrotica

## Clinica

### Sintomatologia
Fra i sintomi e i segni clinici si ritrovano febbre, tosse, dispnea, neutrofilia. Spesso si manifesta una tipica sindrome influenzale, con insufficienza respiratoria.

### Esami
Oltre alla radiografia per una corretta diagnosi si utilizza anche una biopsia ma solo quando gli altri elementi non risultano sufficienti

## Prognosi
La prognosi è infausta, infatti risulta mortale in quasi il 70% dei casi in tre mesi. Anche con l'uso aggressivo di corticosteroidi, steroidi quali metil-prednisolone (1g al giorno per 3 giorni) e ciclofosfamide  e con supporto di ventilazione meccanica la percentuale si abbassa lievemente, migliora se le cure sono tempestive.